# Teotlalpan

Region von Teotlalpan

Teotlalpan (Betonung auf der mittleren Silbe), Nahuatl: Teōtlalpan, gebildet aus teotlalli, Gottland, und dem Lokalsuffix -pan, (eine sinnvolle Übersetzung ist daraus nicht möglich) war eine ehemals bedeutende Region des präkolumbischen Mesoamerika.